# 1110년대
1110년대는 1110년부터 1119년까지를 가리킨다.

## 사건
1110년
첫 번째 십자군전쟁이 일어나다.
십자군은 시돈을 정벌하다.
헨리 V는 신성 로마 제국의 이탈리아를 침공하다.